# Yankee Doodle Dandy
Yankee Doodle Dandy är en amerikansk biografisk musikalfilm om George M. Cohan, känd som "The Man Who Owned Broadway", från 1942 i regi av Michael Curtiz. I huvudrollerna ses James Cagney, Joan Leslie, Walter Huston och Richard Whorf.

## Om filmen
Filmen är baserad på nöjesprofilen George M. Cohans liv, även om allt i filmen inte är biografiskt korrekt. Han spelas av James Cagney. Cohan själv avled i cancer samma år som filmen hade premiär, men hann se den precis innan och var positiv till Cagneys rolltolkning.
Filmen som var starkt amerikanskt patriotisk och lanserade mitt under brinnande krig blev en stor framgång i USA. Filmen tilldelades tre Oscars: bästa manliga huvudroll (James Cagney), bästa musik, och bästa ljud. Den var även Oscar-nominerad i flera andra kategorier. 1993 valde Library of Congress in filmen i National Film Registry.

## Rollista i urval
- James Cagney - George M. Cohan
- Joan Leslie - Mary
- Walter Huston - Jerry Cohan
- Richard Whorf - Sam Harris
- Irene Manning - Fay Templeton
- George Tobias - Dietz
- Rosemary DeCamp - Nellie Cohan
- Jeanne Cagney - Josie Cohan
- Eddie Foy Jr. - Eddie Foy
- Frances Langford - Nora Bayes
- George Barbier - Erlanger
- S.Z. Sakall - Schwab
- Walter Catlett - teaterchef
- Minor Watson - Ed Albee
- Chester Clute - Harold Goff
- Odette Myrtil - Madame Bartholdi
- Douglas Croft - George M. Cohan (13 år)
- Patsy Lee Parsons - Josie Cohan (12 år)
- Jack Young - President Franklin D. Roosevelt

## Musiknummer i filmen
1. "Overture", instrumental.
2. "Keep Your Eyes Upon Me (The Dancing Master)", framförs av Walter Huston och Henry Blair.
3. "While Strolling Through the Park One Day", framförs av Jo Ann Marlowe.
4. "At a Georgia Camp Meeting", framförs av James Cagney, Walter Huston, Rosemary DeCamp och Jeanne Cagney.
5. "I Was Born in Virginia", framförs av James Cagney, Jeanne Cagney, Walter Huston och Rosemary DeCamp.
6. "The Warmest Baby in the Bunch", framförs av Joan Leslie (dubbad av Sally Sweetland).
7. "Harrigan", framförs av James Cagney och Joan Leslie.
8. "The Yankee Doodle Boy", framförs av James Cagney, Joan Leslie (dubbad av Sally Sweetland) och kör.
9. "Give My Regards To Broadway", framförs av James Cagney och kör.
10. "Oh You Wonderful Girl / Blue Skies, Gray Skies / The Belle of the Barbers' Ball", framförs av James Cagney, Jeanne Cagney, Walter Huston och Rosemary DeCamp.
11. "Mary's a Grand Old Name", framförs av Joan Leslie (dubbad av Sally Sweetland).
12. "Forty-Five Minutes from Broadway", framförs av James Cagney.
13. "So Long, Mary", framförs av Irene Manning och kör.
14. "You're a Grand Old Flag", framförs av James Cagney och kör.
15. "Like the Wandering Minstrel", framförs av James Cagney och kör.
16. "Over There", framförs av Frances Langford, James Cagney och kör.
17. "A George M. Cohan Potpouri", framförs av Frances Langford.
18. "Off the Record", framförs av James Cagney.
19. "Over There" (repris), framförs av James Cagney och kör.
20. "The Yankee Doodle Boy" (repris) - spelas av orkestern under eftertexten.